# Carimes
Os Carimes são um grupo indígena que teria habitado às margens do rio Catrimani, no estado brasileiro de Roraima.